# Роганська волость
Роганська волость — адміністративно-територіальна одиниця Харківського повіту Харківської губернії.

Найбільше поселення волості станом на 1914 рік:
- село Рогань — 3600 мешканці.

Старшиної волості був Фоменко Микола Васильович, волосним писарем — Костенко Максим Семенович, головою волосного суду — Савченко Іван Дмитрович.